# Formica occulta
Formica occulta är en myrart som beskrevs av André Francoeur 1973. Formica occulta ingår i släktet Formica och familjen myror. Inga underarter finns listade i Catalogue of Life.

## Bildgalleri

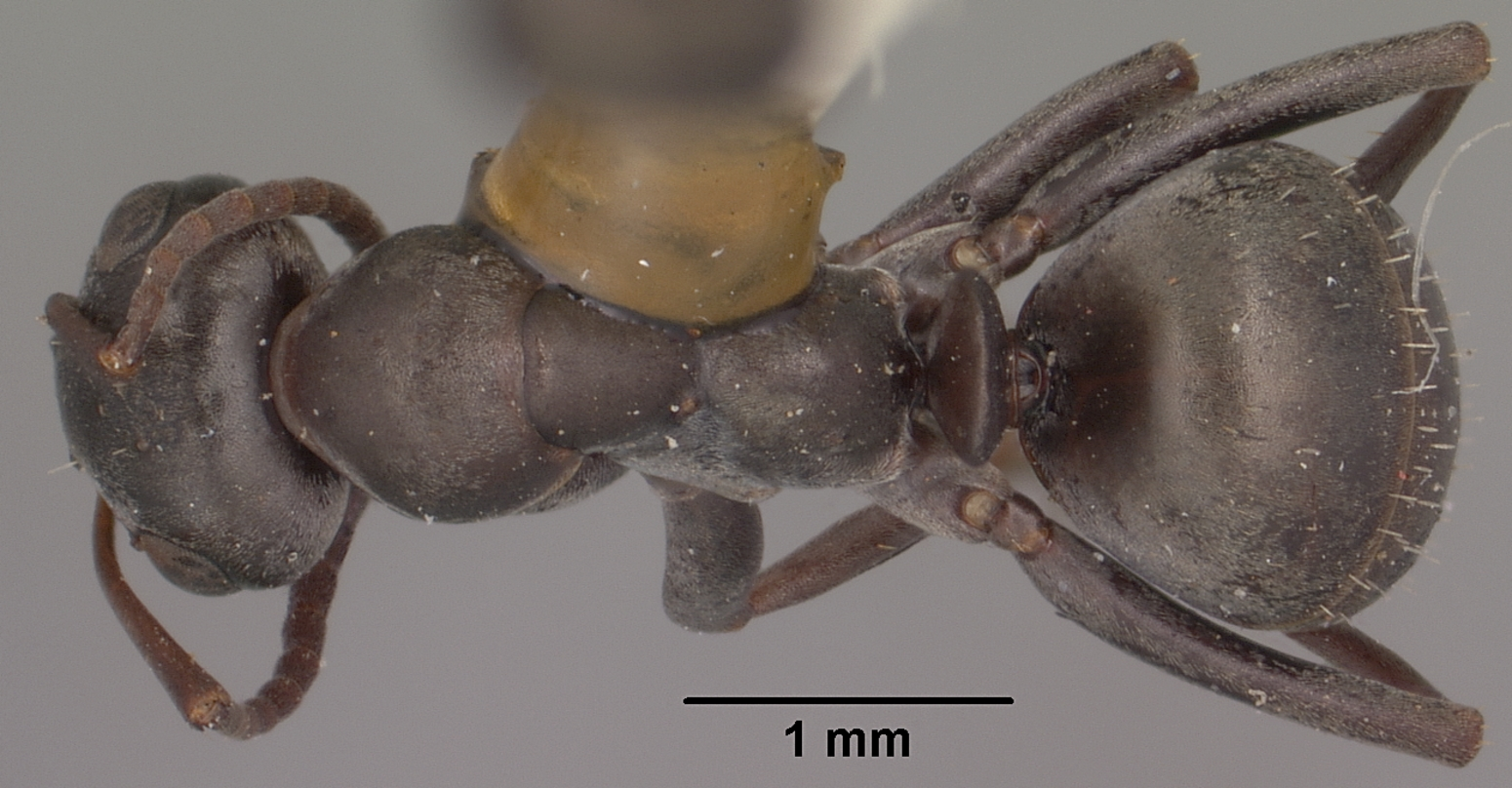
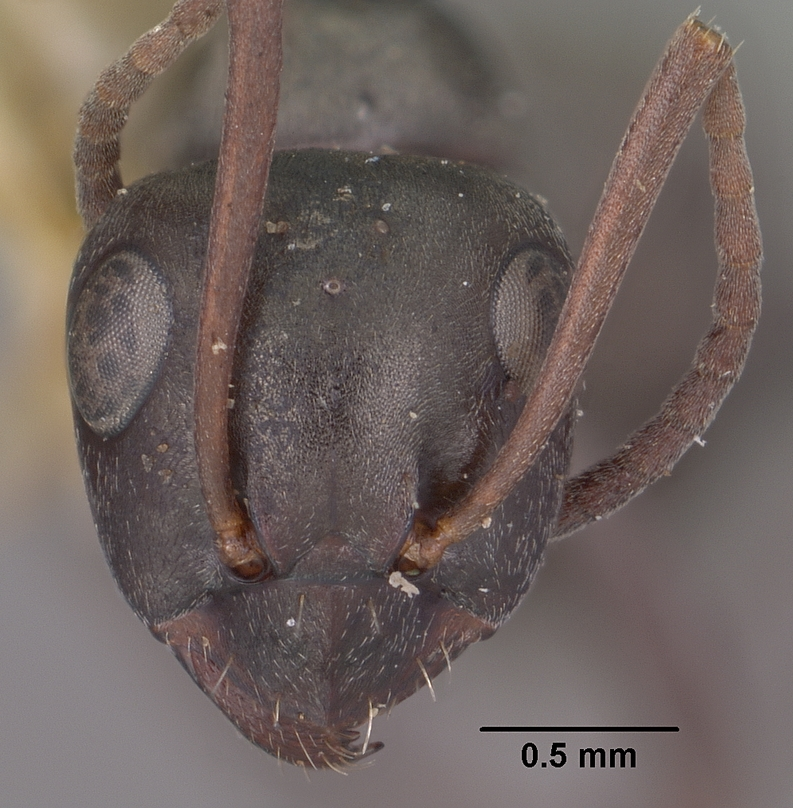
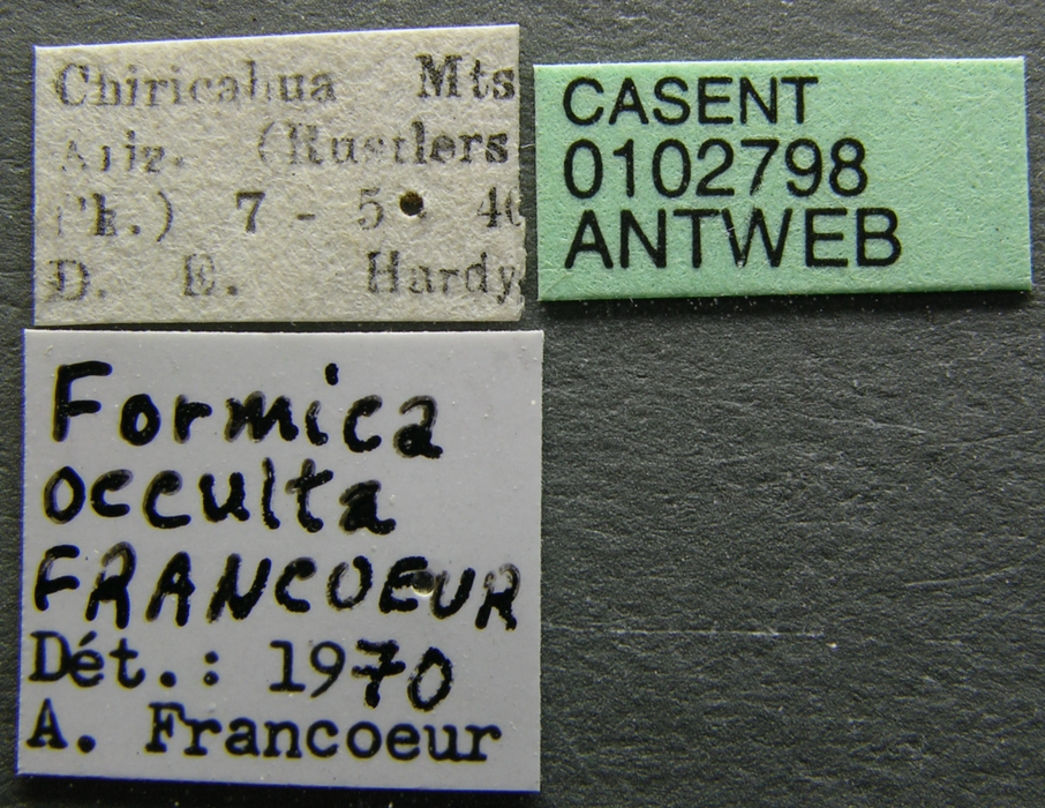
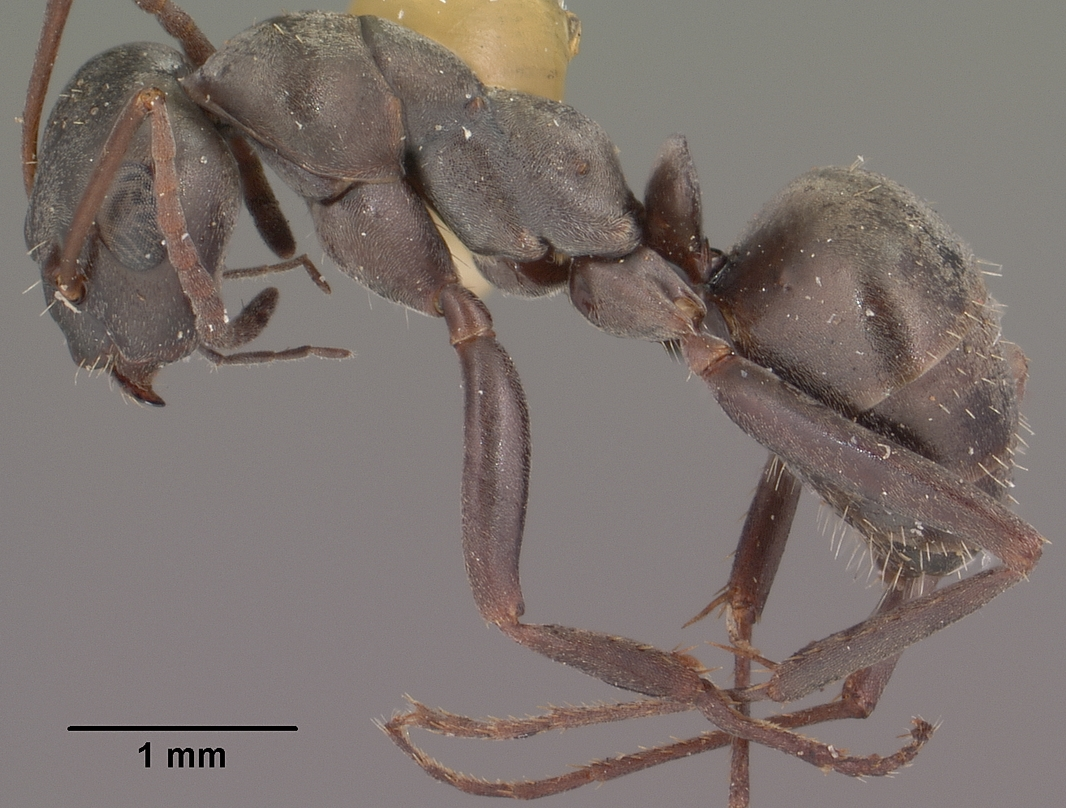